# Сент-Джеймс Гейт
«Сент-Джеймс Гейт» (англ. St James's Gate F.C.) — ирландский футбольный клуб из Дублина, основанный в 1902 году. В настоящее время клуб выступает в Высшей лиге Лейнстера.

## История
Клуб был основан в далёком 1902 году. «Сент-Джеймс Гейт» является одним из основателей Высшей лиги в 1921 году. В первом же сезоне команда завоёвывает первое место и титул чемпионов, первых чемпионов в истории Лиги. Более того, команда завоёвывает в тот же сезон и Кубок, оформив таким образом дубль. Однако, после наступило затишье на некоторое время. Всплеск активности пришёлся на вторую половину 30-х годов XX века. В сезоне 1933/34, доходит до финала, но уступает ведя в счёте клубу «Корк» — 1:2. В следующем сезоне клуб доходит до финала Кубка Дублина, в первом сезоне новообразованного турнира, где уступает клубу «Долфин». Также в шаге останавливается в чемпионате, уступив до боли знакомым из клуба «Долфин». В розыгрыше Кубка Ирландии, «Сент-Джеймс Гейт» вновь доходит до финала, но опять уступает со счётом 1:2, на сей раз «Уотерфорду». Чтобы во-второй раз завоевать Кубок в своей истории, клубу пришлось прождать 16 лет. Именно в розыгрыше 1937/38 команда завоевала почётный трофей. Со счётом 2:1 был переигран «Дандолк». Это был первый трофей с момента простоя. Спустя сезон команда становится обладателями Кубка Дублина, а ещё сезон спустя становится двукратными чемпионами, завоевав золотые медали чемпионата. Последующие сезоны команда лишь разочаровывала. В чемпионате 1943/44 команда заняла последнее место и вылетела в Первую лигу.
В 1990 году после окончания Первую лигу покинул по личным проблемам «Ньюкаслвест». Вакантное место было предложено занять «Сент-Джеймс Гейту». Команда два сезона подряд занимала 5-е место, последующие два сезона 10-е место (из 10-ти), а после ещё два сезона останавливалась на 5-й строчке турнирной таблице. В розыгрыше Кубка 1990/91 доходит до полуфинала, но уступает «Голуэй Юнайтед», а в 1991/92 на этой же стадии уступает «Богемианс». Перед началом чемпионата 1996/97 клуб снимается с первенства по финансовым причинам, а место «Сент-Джеймс гейта» занял «Сент-Фрэнсис».
С этого времени команда участвует в Высшей лиге Лейнстера.

## Стадион
Команда с 1921 по 1928 года играла на стадионе «Сент-Джеймс Парк».

## Достижения
Чемпион Ирландии (2)1921/22, 1939/40
Серебряный призёр чемпионата Ирландии (1)1934/35
Обладатель Кубка Ирландии (2)1921/1922, 1937/38
Финалист Кубка Ирландии (2)1933/34, 1936/37
Обладатель Кубка Дублина (1)1938/39
Финалист Кубка Дублина (1)1934/35
Обладатель Трофея Ирландской лиги (2)1935/36, 1940/41

## Статистика

### Крупнейшие победы и поражения
Самые крупные победы:
- «Джейкобс» — «Сент-Джеймс Гейт» 0:8 (1929 год)

Самые крупные поражения:
- «Уотерфорд» — «Сент-Джеймс Гейт» — 7:0 (1931 год)
- «Сент-Джеймс Гейт» — «Корк Юнайтед» — 0:7 (1943 год)
- «Шемрок Роверс» — «Сент-Джеймс Гейт» — 7:0 (1943 год)